# Tamadjert

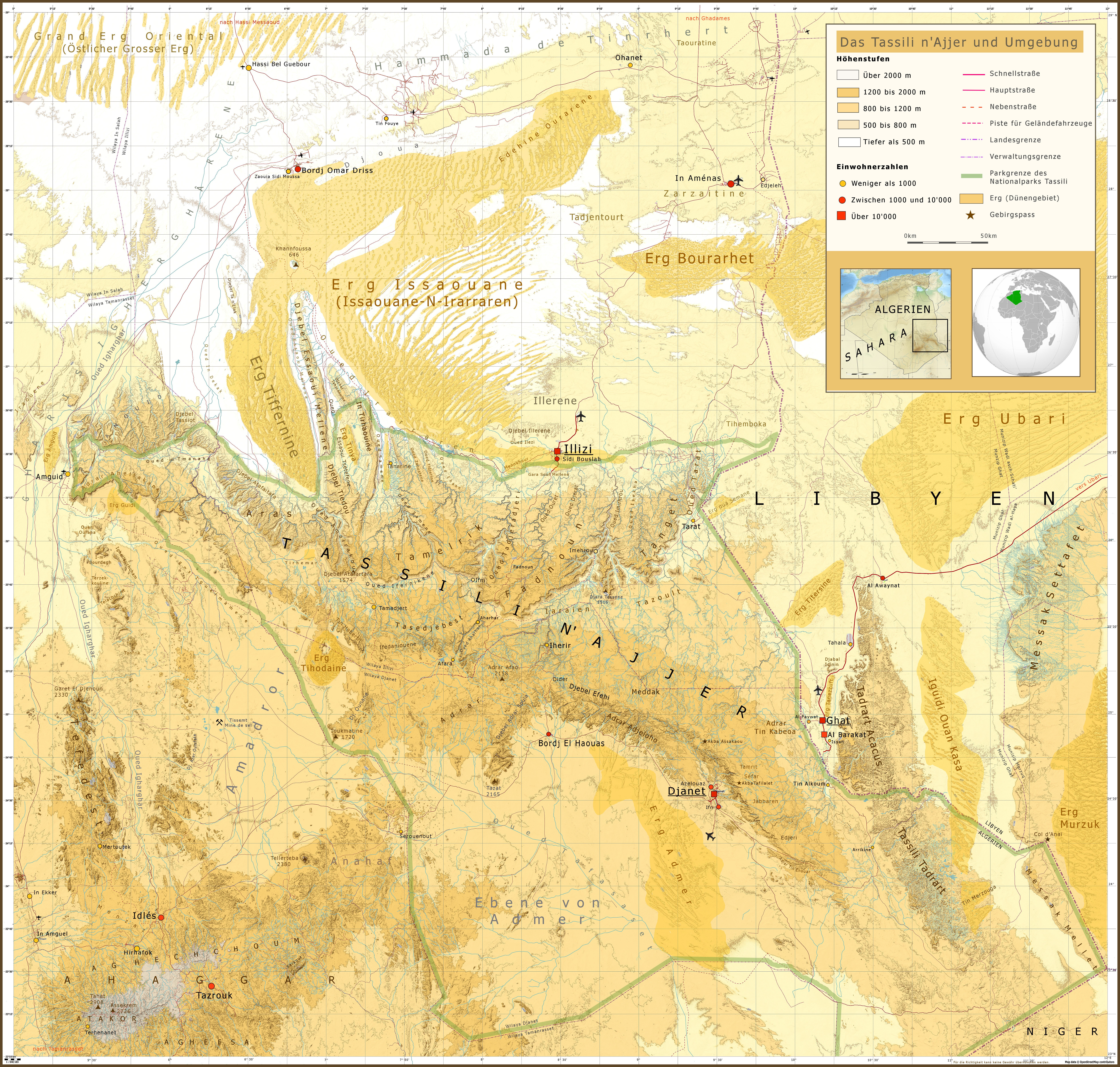
Topografische Karte des Tassili n'Ajjer und Umgebung. Tamadjert liegt in der Kartenmitte

Tamadjert, (arabisch تماجرت; weitere Schreibweise: Tamdjert) ist ein Dorf in der Gemeinde Illizi in der gleichnamigen südalgerischen Provinz Illizi.

## Lage
Tamadjert liegt inmitten der Gebirgslandschaft des Tassili-n’Ajjer-Gebirges und im Nationalpark Parc culturel du Tassili. Die Provinzhauptstadt Illizi befindet sich 152 km nordöstlich. Das nächstgelegene Dorf Afara liegt 122 km südöstlich.
Das Dorf Tamadjert liegt am Zusammenfluss des Oued Telekardi mit dem Oued Tin Baoundi am Ostrand einer beinahe kreisrunden flachen und sehr vegetationsarmen Senke von 6 km Durchmesser. Es ist eingebettet zwischen den etwa 200 m höheren ordovizischen Sandstein-Bergplateaus des Isseguedal im Nordwesten und dem Tasedjebest im Südosten.
Rund 5 km südwestlich des Dorfes entstand in den letzten Jahren ein neuer Ortsteil nahe dem Oued Ens Iguelmamene am Südrand der Senke. Die kleine Siedlung Tams Edjount liegt etwa 6 km nordwestlich von Tamadjert.
In der unmittelbaren Umgebung der einzelnen Ortschaften finden sich zahlreiche bis zu 2 ha große eingezäunte Flächen mit Palmenbestand, auf denen Gemüseanbau betrieben wird.

## Infrastruktur
Tamadjert verfügt über eine Schule und eine Arztpraxis. Das Dorf ist ausgesuchter Teilnehmer am Solarprojekt Algerischer Süden der Kommission für erneuerbare Energien und Energieeffizienz (CEREFE). Zur Stromversorgung der 200 Haushalte des sehr entlegenen Ortes wurden 2024 zwei Photovoltaikanlagen mit einer Leistung von insgesamt 130 KW sowie Batteriespeicher installiert. Zur Trinkwasserversorgung wird Grundwasser mittels Pumpen aus Brunnen in zwei Hochbehälter gefördert.

## Verkehr
Tamadjert liegt 133 km von der Nationalstraße RN 3 entfernt, welche die beiden Provinzhauptstädte Illizi im Norden und Djanet im Süden verbindet. Davon sind derzeit (Stand 2024) das erste Teilstück ab der RN 3 (38 km), sowie auch die früher sehr mühsame Querung des Gebirgsplateaus auf den letzten 21 km vor Tamadjert asphaltiert. Der annähernd ebene 74 km lange Ost - West verlaufende Streckenabschnitt zwischen Afara bis kurz vor den Erg Tihodaïne ist auf unbefestigten Pisten befahrbar.
Die einzelnen Ortsteile von Tamadjert sind durch Pisten miteinander verbunden.

## Neolithische Besiedelung
In der Umgebung des Dorfes finden sich zahlreiche Felszeichnungen, sowie Hügelgräber (zumeist Rundgräber, aber auch Schlüssellochgräber) als Zeugen einer neolithischen Besiedlung.